# تاش‌چیشما
تاش‌چیشما (انگلیسی: Tashchishma) یک شهرک در شهرستان ایلیشفسکی استان باشقیرستان کشور روسیه است.